# مارسيلو راميرو كاماتشو
مارسيلو كماتشو (بالبرتغالية: Marcelo Ramiro Camacho) لاعب نادي الشباب السعودي يلعب كصانع لعب ويجيد تنفيذ الأخطاء الثابتة.
سبق وأن مثل أندية الهلال السعودي والأهلي السعودي والعربي القطري. والشباب السعودي. مثله ل 4 سنوات وعاد مجددا لنادي الشباب في 4 يونيو 2012.
- أكد اللاعب البرازيلي مارسيلو كماتشو في تصريح لموقع قناة «تيرا البرازيلية» بأنه سعيد بانضمامه للنادي الأهلي، مشدداً على أنه يتطلع حالياً لتحقيق نفس النجاحات التي حققها مع ناديه السابق الشباب، ورد الدين لمن راهنوا عليه وقال «أنا سعيد لانتقالي للأهلي بعد تمثيل الشباب في المواسم الأربعة الماضية، آمل في تكرار النجاحات التي حققتها مع الأهلي ورد الدين للإدارة الأهلاوية التي منحتني الثقة».
مضيفاً «سألعب مع البرازيلي فيكتور سيموس، وأتوقع أن أشكل معه نجاحاً كبيراً في خط المقدمة في الموسم المقبل». وأشار كماتشو في تصريحه إلى أنه ترتبط به صداقة قديمة مع مواطنه سيموس حيث لعبا سوياً في منطقة بوتافوغو التي تتبع لمدينة ريو دي جانيرو البرازيلية.
وكانت بدايته بالكرة السعودية مع الهلال. وقدم مستوى متميزا
وحقق عديد من البطولات
وذهب لقطر لمده قصيره مع العربي
ثم عاد للسعودية عن طريق الشباب.السعودي
وقدم
مستوى متميز ل 4 أعوام.
وملك قلوب جماهير الشباب.

.
ؤفي عام 2012. 4 يونيو.
عاد لنادي الشباب بعد بروزه بشكل لافت مع الاهلي وعدم اتفاق اداراة الاهلي معه في تجديد عقده 